# Cosquillas

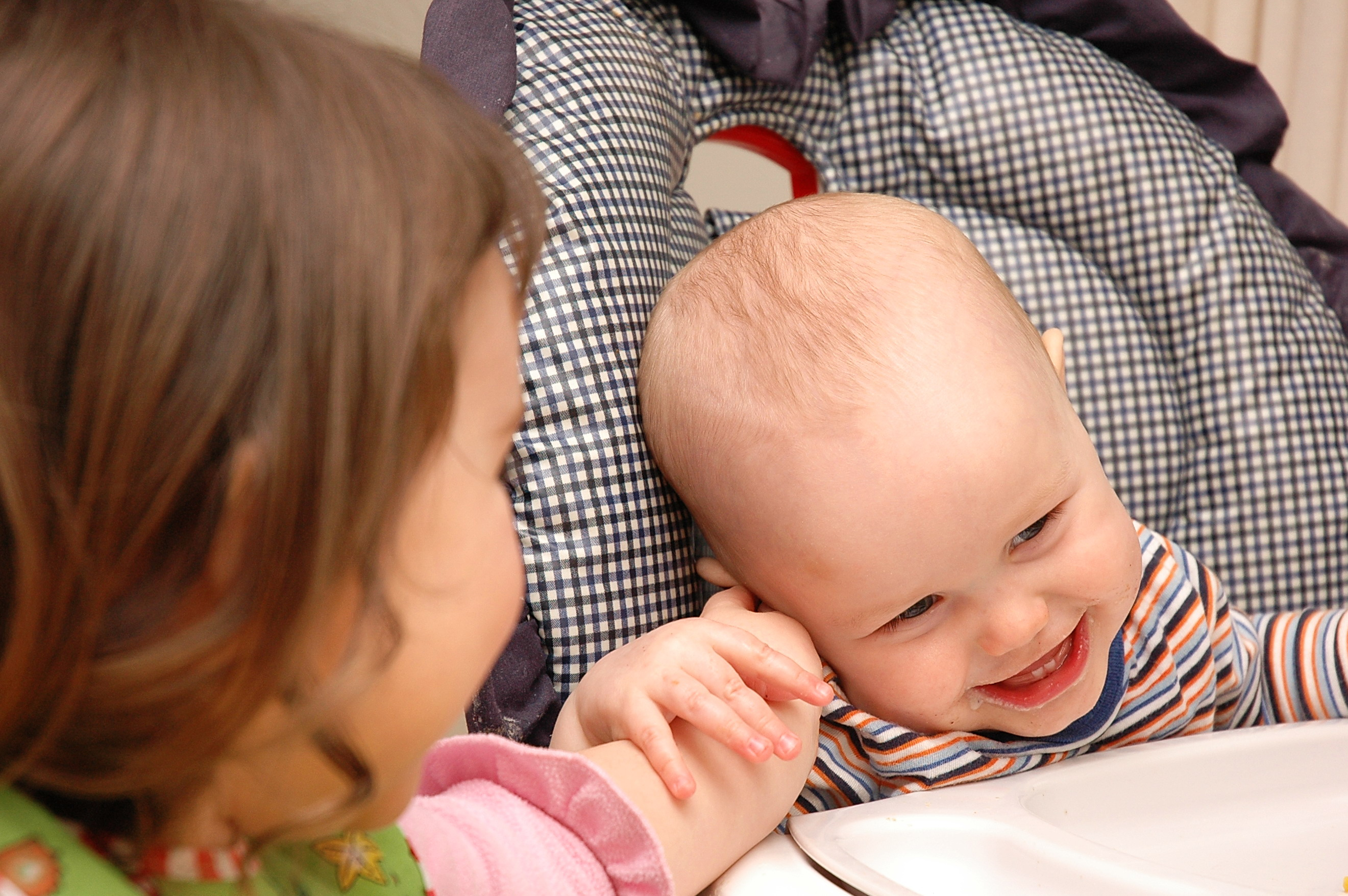
Una niña hace cosquillas a su hermano pequeño.

Las cosquillas son una sensación que se experimenta en algunas partes del cuerpo cuando son ligeramente tocadas, que consiste en cierta conmoción desagradable que suele provocar involuntariamente la risa. También pueden producirse cuando se efectúa presión en dichas zonas, y especialmente cuando lo realiza otra persona con un vínculo afectivo. Por condicionamiento, también se generan cuando el sujeto cree que va a ser tocado. Son inicialmente placenteras, pero al cabo de cierto tiempo se vuelven desagradables. Cuando las cosquillas se producen, se activa la corteza somatosensorial.
Se cree que relajan y fortalecen los músculos. Por ejemplo, las cosquillas en los pies estimulan los músculos de la pierna y del pie. Al ser así, son buenas para los atletas o corredores.
Las axilas, las costillas, el cuello, las palmas de las manos, el paladar y las plantas de los pies son zonas cuya estimulación mediante cosquillas produce la risa.

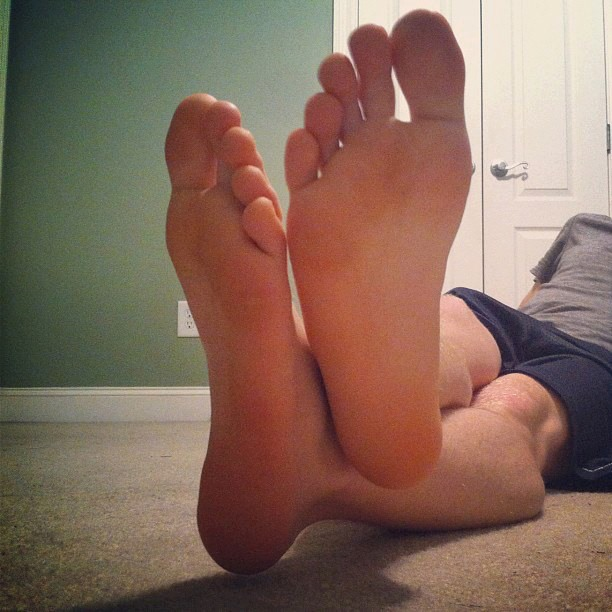
Las plantas de los pies son la zona del cuerpo con más cosquillas. Las cosquillas en los pies son una sensación irritable, razón por la cual son los pies donde casi siempre cosquillean a la persona con mayor facilidad.

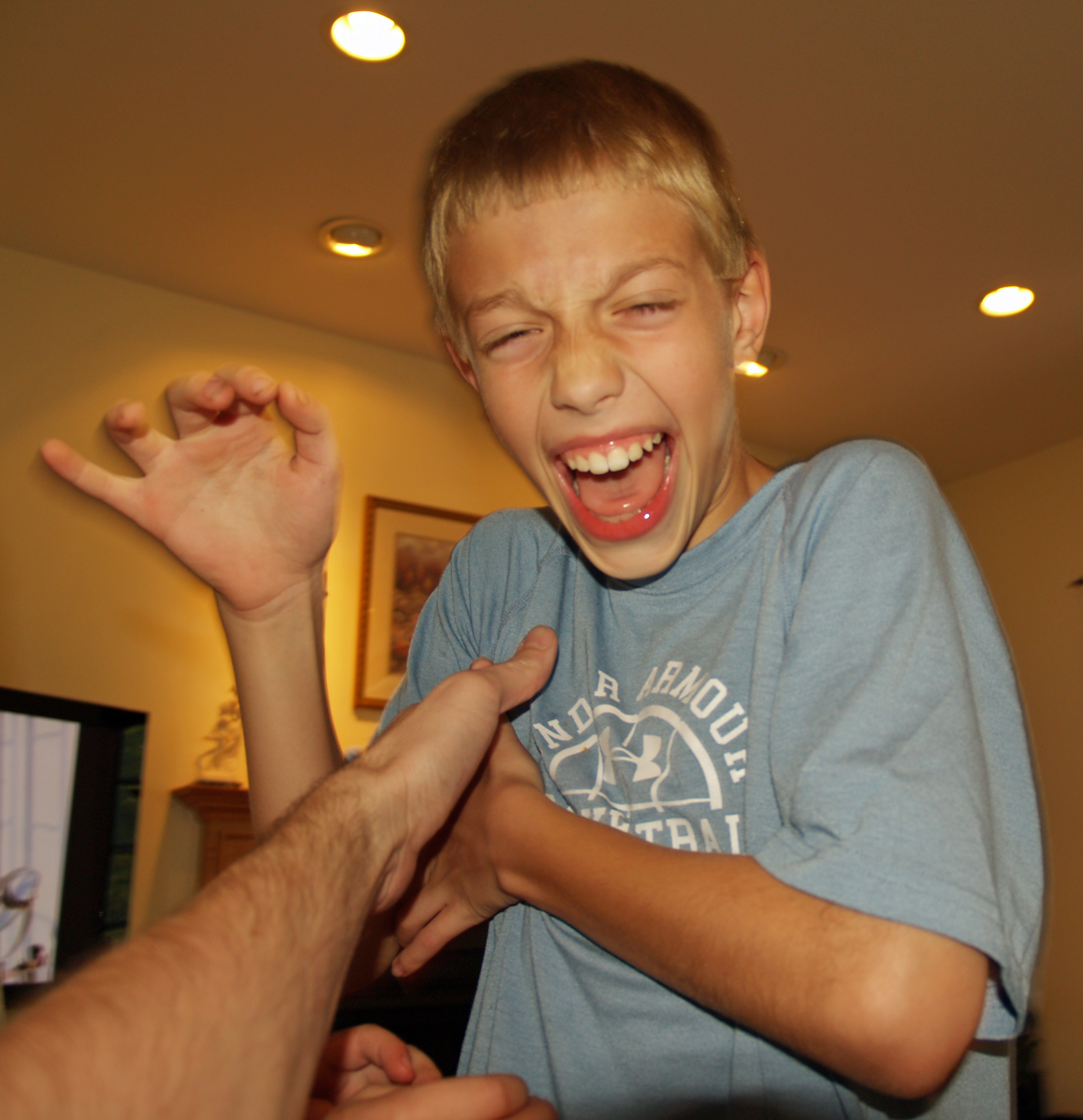
Un niño riendo mientras se le hacen cosquillas.

Recientes estudios científicos demuestran que constituyen una parte importante del juego, de manera que, cuando se hacen cosquillas a una persona, no sólo intenta escapar y reír, sino que procura devolverlas.
El proceso de dar y recibir cosquillas obedece a una especie de programación neurológica que establece vínculos personales. Sucede lo mismo con el sexo. Es, en definitiva, una actividad comunicadora innata. Prueba de ello es que difícilmente una persona se hace cosquillas a sí misma.
En algunos estudios se ha demostrado que no es posible autoinducirse cosquillas debido a un mecanismo (producido por el cerebelo al predecir tus propios movimientos)
cerebral que anticipa los movimientos propios, que bloquea la sensibilidad provocada por tal tocamiento. Sin embargo, con ayuda de un robot a control remoto que se mueva con ligeros retrasos a las órdenes recibidas sí es posible la autoinducción.
A las cosquillas también se les ha denominado «reacción de miedo», por lo que el cerebro hace que el músculo "atacado" se mueva bruscamente, pero esto no evita que, en ocasiones extremas, indebidamente cause risa; es decir: más bien implican miedo de recibir sensaciones extrañas infligidas por otra persona.

## Cosquillas como tortura
Las cosquillas pueden convertirse en procedimientos de tortura, de muchas maneras. La más popular es la de las plantas de los pies.
Por lo regular se ata al individuo o víctima a una cama, mesa o sentado en una silla. Con las piernas levantadas y los pies –descalzos– atados a otra silla, se le hacen cosquillas de manera suave, pero conforme pasa el tiempo se incrementa la presión hasta sofocar a la víctima y hacerla sufrir.
Para esta modalidad de tortura se pueden utilizar instrumentos tales como plumas, plumeros, cepillos, las propias manos o cualquier objeto de superficie aterciopelada o que simplemente provoque cosquillas. El objeto más común y popular para hacer cosquillas es la pluma. En las series de televisión y en las caricaturas, por lo general, al personaje lo torturan haciéndole cosquillas, principalmente en los pies, y siempre con plumas.